# Лушников, Алексей Германович
Алексе́й Ге́рманович Лу́шников (род. 10 июня 1966, Ленинград) — российский телеведущий, тележурналист, общественный деятель, политический аналитик, публицист, режиссёр документального кино, киноактёр, художник, телепродюсер.
Создатель и владелец российского телеканала «Ваше общественное телевидение!», президент Фонда документального кино, автор идеи, создатель и главный редактор «Национальной энциклопедии личностей РФ», академик Международной академии наук и искусств Парижа. Государственный советник Санкт-Петербурга третьего класса.
После начала боевых действий на Украине эмигрировал во Францию. 4 апреля 2025 года Министерством юстиции России внесён в реестр «иностранных агентов».

## Биография

### Учёба и общественная деятельность
Имеет высшее историческое образование (Ленинградский государственный университет им. Жданова) и образование по специальности «Управление ядерными энергетическими судовыми установками» (ЛВИМУ им. адм. С. О. Макарова).
После работы пионервожатым в средней школе № 525 и секретарём комитета ВЛКСМ техникума целлюлозно-бумажной и деревообрабатывающей промышленности, Лушников стал лидером неформальной молодёжной группы, занимающейся милосердной практикой в доме престарелых посёлка Стрельна. С 1988 года ответственный секретарь, а затем заместитель председателя правления в обществе милосердия «Ленинград». Председателем правления общества в те годы был писатель Даниил Гранин. В 1989 году создаёт общество «Молодежь за милосердие» (Ленинград, Морская набережная, дом 15) при Ленинградском Центре творческих инициатив ЛГК ВЛКСМ и становится его председателем. Общество активно занимается социальной работой и политической деятельностью.
В 1990 году трудовым коллективом ЦНИИ Крылова выдвинут в народные депутаты Ленинградского городского Совета. Победив на первых в стране демократических выборах, Лушников становится самым молодым депутатом за всю историю Ленсовета.
При обществе «Молодёжь за милосердие» была создана рок-ассоциация «Братки», возглавлявшаяся Борисом Гребенщиковым. В неё вошли около двадцати ленинградских групп, среди которых «Аквариум», «ДДТ», «Джунгли», «Ноль», «Зоопарк», «Трилистник», «Знаки препинания», «Петля Нестерова», «Бриллианты от Неккермана», «Духи», «Клуб кавалера Глюка» и другие. Участники выступали в детских домах, интернатах, колониях, домах престарелых и давали масштабные благотворительные концерты. Когда произошли события в Вильнюсе и Риге, Лушников организовал международную акцию «Миллион писем президенту СССР».
«Ленинградская молодёжная организация общества «Молодёжь за милосердие» проводит 6—8 февраля международную акцию «Миллион писем Президенту СССР». Нас очень беспокоит начатая с декабря 1990 г. правительством СССР и президентом СССР планомерная кампания по свёртыванию демократических реформ, начатых в 1985 году. Нас очень беспокоят попытки высшего руководства СССР восстановить режим силы и безгласности, режим, толкающий народы нашей страны на братоубийственную гражданскую войну. В современной политической ситуации молчание и   пассивность народа есть опора, на которую рассчитывают в своих действиях консервативные власть имущие силы. В сегодняшней ситуации все здравомыслящие люди должны осознать, что жизнь их детей и внуков в СССР — зависит от степени их активных действий, зависит от вашей гражданской позиции и умения, основываясь на своей внутренней культуре и убеждениях сказать «ДА» или «НЕТ».»Алексей Лушников, руководитель координационного центра проведения акции, народный депутат Ленсовета
К акции присоединился ряд печатных СМИ:
«...Я, гражданин Союза Советских Социалистических Республик, выражая серьёзную озабоченность и человеческую боль по поводу трагических событий, происшедших в Вильнюсе и Риге, выражая тревогу о возможности свертывания демократических реформ, начатых в 1985 году, выражая крайнюю озабоченность экономическим кризисом в СССР, обращаюсь к Вам как к высшему должностному лицу нашего государства и инициатору реформ 1985 года с призывом:
1. Образовать специальную комиссию по расследованию обстоятельств, приведших к гибели людей в Вильнюсе и Риге, с последующим открытым судом над лицами, ответственными за эти действия.
2. Использовать все полномочия Президента СССР для недопустимости скатывания страны к военной диктатуре.
3. Провести кардинальную экономическую реформу страны, основываясь на принципах программы «500 дней».

Я хочу верить в разум и честь моего Президента. Но вера не может быть беспредельной. Поэтому я требую от Вас активных действий, ведущих к экономическому благополучию, соблюдению прав человека и подлинной демократии. Ф. И. О. адрес.»Газета «Вечерний Ленинград»
В те же годы инициировал визит в СССР кардинала Марко, духовного лидера общины Св. Эгидия, объединяющей христианские молодёжные общества Италии. В программе пребывания были встречи с митрополитом Алексием, дискуссии со студентами и посещение Братства милосердия Выборга.
Алексей Лушников участвовал в составе советской делегации в работе объединительного съезда «Партии молодых либералов» ФРГ и ГДР в здании немецкого парламента. По выражению вице-президента ПМЛ М. Линка, выступление там русских явилось «вторым взятием Рейхстага». В ходе визита состоялась встреча с Гансом-Дитрихом Геншером.
1990—1993 годах работает заместителем главного редактора газеты «Петербургский финансовый вестник», является одним из руководителей Фонда содействия международным программам ООН, работает при Департаменте общественной информации Секретариата ООН в Нью-Йорке, занимается миротворческой деятельностью в «горячих точках» (Грузия, Абхазия, Азербайджан).

### Энциклопедия «Синие страницы России»
С 24 июня 1993 года создал энциклопедию «Синие страницы России», позднее она была переименована в «Национальную энциклопедию личностей (Синие страницы России)» и стал её главным редактором.

### Эпоха «Пионера»
Является автором, ведущим и продюсером более 40 телевизионных программ разных жанров, в разные годы ведёт публицистические радиопрограммы на четырёх радиостанциях. В 1996 году в прямом эфире петербургского «Эльдорадио» дважды в неделю выходило информационно-развлекательное ток-шоу «Пионер».
С 1998 года вещание программы осуществлялось 4 раза в неделю на петербургском Радио «Модерн». Вскоре после открытия радио «Эхо Москвы» в Санкт-Петербурге по будням начала выходить программа «Аналитика». В те же годы Алексей Лушников активно занимается шоу-бизнесом, политологией, параллельно работает генеральным продюсером телеканала «ТВ-6 Москва» в Петербурге, затем продюсером ночного вещания на ТРК «Петербург».

### Ночной телеканал «Синие страницы»
13 сентября 1999 года (в эфире «ТВ-6» (Петербург)) вышел первый выпуск программы «Синие страницы. Ночной разговор с Алексеем Лушниковым». Первым героем «Синих страниц» стал только что вернувшийся в Петербург из вынужденной эмиграции экс-мэр города Анатолий Собчак. Ночной телеканал «Синие страницы» ежедневно начинал вещание в 23:00 и заканчивал в 06:00. Программы выходили в прямом эфире. Руководителем канала и его продюсером был Алексей Лушников. Кроме общественно-политической программы «Синие страницы. Ночной разговор» выходившей ежедневно с Лушниковым как ведущем, на ночном телеканале были и другие программы которые он подбирал, форматировал и продюсировал. В них он приглашал ведущих, предоставляя максимальное количество творческой свободы. Новости вели известный диктор Юрий Гати и начинающая актриса Елизавета Боярская. Развлекательный был представлен плеядой актёров и теле-радиоведущих Владимир Леншин, Алла Довлатова, Лев Щеглов, Сергей Рост, Вадим Карев, Роман Трахтенберг, Олег Алмазов, Михаил Клёнов, Алексей Ведерников, Игорь Драка, Лена Петревски, Ксения Назарова.
Трехсотым гостем программы стал экс-президент СССР Михаил Горбачёв, а пятисотым — экс-губернатор Санкт-Петербурга Владимир Яковлев, открывший ежемесячный цикл своих встреч с телезрителями «Ночного разговора» в режиме прямых двухчасовых диалогов по актуальным вопросам жизни города и его подготовке к 300-летию. За шесть с половиной лет существования было снято более 2000 часов прямого эфира (более 2000 героев). За это время телепрограмма заняла ведущее место среди телевизионных масс-медиа Петербурга. Чтобы осветить социально значимые события, происходящие в городе, стране и мире, программа «Синие страницы» выходила в режиме телемарафона или спецвыпуска. Такими событиями были: гибель АПЛ «Курск»; взрывы домов в Москве и в Волгодонске, выборы в Государственную Думу Российской Федерации, выборы Президента Российской Федерации, губернатора Санкт-Петербурга, Законодательного Собрания Санкт-Петербурга; теракты в США; обвал дома на Двинской и другие.
13 ноября 2000 года программа «Синие страницы» переходит на телеканал ТНТ (Санкт-Петербург). Начиная с 27 мая 2002 года — в эфире ТРК «Петербург».
С июля 2003 года «Синие страницы» становятся объектом политической цензуры, и передачу убрали из эфира "ТРК «Петербург». 1 декабря 2003 на «36-м Невском канале» стартовала программа «С утра попозже»: она выходила в эфир по будним дням с 8:30 до 9:30.
5 января 2004 года Лушников начал работу в эфире канала ТВ-3. В апреле 2005 после 3-месячного этапа остросоциальных передач руководство санкт-петербургского филиала ТВ-3 перенесло время выхода программы с 01:30 на 3:00. А 27 января 2006 года Алексею Лушникову объявили о том, что ему запрещено выходить в эфир Тогда начальство сослалось на распоряжение главы «ТВ-3 Россия», и причины увольнения ведущему так и не объяснили. Запрет вызвал широкий общественный резонанс, и по поручению Сергея Миронова был рассмотрен в Общественной палате.

### Телеканал «Ваше общественное телевидение!»
С 1 октября 2007 Алексей Лушников основал телеканал «Ваше общественное телевидение!» и в том же году стал президентом «Фонда документального кино».
В ноябре 2012 года Лушников пригласил режиссёра-документалиста Игоря Шадхана возглавить создающийся на телеканале Общественный совет.

### Lushnikov Live TV
С января 2015 года Лушников начал формировать свой Youtube-телеканал, назвав его Lushnikov Live TV. Он наполняется прежде всего архивными программами 1996—2014 годов выпуска. Кроме архива продолжаются и регулярные съёмки. В среднем еженедельно записываются новые программы специально для их последующей публикации. Основной медийной площадкой для этих публикаций являлось издание Полит. Про (сайт не функционирует с августа 2017 года).

### Живопись
Занимается живописью. Согласно автору, портретная галерея является третьей частью концепции «Синих страниц», включающей в себя «Национальную энциклопедию личностей» и телевизионный канал. Картины выполнены по собственной технике с использованием акриловых красок, настоящих и искусственных камней, кусочков зеркал и компьютерных технологий. На портретах можно увидеть различные символы, включая знаки цивилизации майя. Героями полотен стали Владимир Высоцкий, Юрий Шевчук, Андрей Краско, Алла Пугачева, Дмитрий Нагиев, Антон Духовской, Анастасия Волочкова, Сергей Юрский, Юрий Гальцев, Татьяна Буланова, Сергей Селин, Павел Лунгин, Андрей Константинов, Артём Тарасов, Валентина Матвиенко, Юлия Тимошенко, Дмитрий Медведев, Владимир Путин и др.
С середине 2000-х годов было проведено 11 персональных выставок художественных работ Алексея Лушникова в России, Франции, Испании, Италии, Нидерландах и других странах.
Алексей Лушников пишет книги и занимается подготовкой молодых журналистов. Приглашается ведущими СМИ в качестве эксперта по широкому кругу общественно-политических и профессиональных вопросов.
Член ряда творческих союзов и общественных организаций в России и Франции. Коллекционер и исследователь масонского медальерного искусства. Изучает историю возникновения и собирает коллекцию фотографий дорожных крестов Франции. Почётный член клуба «Сообщества Франкофонов в Санкт-Петербурге». Член попечительского совета Центра поддержки искусств Санкт-Петербурга.
За последние[какие?] годы провёл ряд культурологических акций. Самыми громкими из них стали «Спасём книги!» (2013), арт-акция «ПодДержим Президента!» (2011), а также направленные на сохранение исторического центра Петербурга, спасения зелёных насаждений, развития транспортной инфраструктуры города.
Награждён государственными наградами, общественными и профессиональными премиями.
Холост. Имеет дочь. Живёт в городе Биарриц (Франция).

## Фильмография

### Режиссёр документальных фильмов
- 2001 — «Высоцкий», фильм-эссе, 57 мин х 4 серии
- 2002 — «Горбачёв», фильм-эссе, 60 мин[49]
- 2005 — «Посольская церковь», 90 мин[50][51].
- 2008 — «„Парголовские вечера“ с Антоном Духовским»
- 2008 — «„Парголовские вечера“ с Александром Городницким»
- 2008 — «„Парголовские вечера“ с Наташей Пивоваровой и группой „Колибри“»
- 2008 — «„Парголовские вечера“ с Александром Дольским»
- 2008 — «„Парголовские вечера“ с Семёном Стругачёвым»
- 2008 — «„Парголовские вечера“ с Юрием Кукиным»

### Актёр
- 1998 — «Улицы разбитых фонарей». 4-я серия: «Испорченный телефон», роль Дениса
- 1999 — «Безумие» (1-я серия)
- 2000 — Агент национальной безопасности — 2 — 24-я серия: «Технология убийства», роль Грызлова (озвучил Геннадий Смирнов)
- 2002 — «Русские страшилки». 11-я серия: «Братец клон», роль Глеба Куликова
- 2003 — «Мангуст». 3-я серия: «Последний выстрел»

## Радиопередачи
- «Ток-шоу „Пионер“» на «Радио Модерн». Авторы и ведущие Алла Довлатова и Алексей Лушников. Информационно-развлекательная программа с участием политиков, деятелей науки, культуры, спорта, учеными. Обсуждение новостей дня, личное мнение героев программ на актуальные проблемы современной жизни.
- «Ток-шоу „Пионер“» на «Эльдорадио». Авторы и ведущие Александра Снегова и Алексей Лушников. Аналитическая программа со звездами и заметными людьми Москвы и Санкт-Петербурга.

## Телевидение

### Телепередачи и ток-сериалы
- «Ток-шоу „Пионер“». Диалоговая программа с деятелями культуры, науки, политиками, предпринимателями в форме ток-шоу. Герои некоторых программ: Ян Арлазоров, Юрий Болдырев, Константин Боровой, Лайма Вайкуле, Пётр Вельяминов, Михаил Горбачёв, Александр Демьяненко, Александр Дугин, Сергей Курёхин, Евгений Леонов-Гладышев, Сергей Рогожин, Игорь Скляр, Анатолий Собчак, Артём Тарасов и др.
- «Тайны мира»[52], ток-сериал с уфологом Валерием Уваровым и Алексеем Лушниковым, 6 серий, 2000—2014
- «С утра, попозже». Информационно-развлекательная диалоговая программа, интервью о актуальных событиях дня с известными людьми Петербурга, Москвы и России.
- «Драматургия истории»[53], ток-сериал с Евгением Понасенковым о войне 1812 года с точки зрения исторического ревизионизма.;
- «Откровения монаха Баранова»[54] , ток-сериал Алексея Лушникова, 3 серии , 2015;«Спросите у доктора Щеглова»[55], интеллектуально — эротическое ток-шоу с доктором Львом Щегловым и Алексеем Лушниковым, более 160 программ, 1999—2009;
- «Сумерки Третьего Рима»[56], ток-сериал о истории российской политической культуры с историком Даниилом Коцюбинским и Алексеем Лушниковым, 2013—2015;
- «Весь Кушнер»[57], авторский ток-сериал Алексея Лушникова и поэта Александра Кушнера, 2012—2014;
- «Синие страницы»[58], авторское ток-шоу Алексея Лушникова, более 1000 программ с 1999 года по настоящее время;
- «Особый взгляд»[59], авторское политическое ток-шоу Алексея Лушникова, более 800 программ с 2007 года по настоящее время;
- «Анатомия справедливости»[60], ток-сериал о понимании справедливости, экономист Андрей Липатов, профессор социологии Юрий Веселов, Алексей Лушников, 20 программ, 2011—2013 года;
- «Байки Поздеева»[61], развлекательное ток-шоу конферансье Николая Поздеева и Алексея Лушникова (3 серии+ бонус: презентация книги «Осколки разбитого вдребезги»), 3 серии, 2013 год.
- Ток-сериал «Вольные каменщики» Леонида Мациха и Алексея Лушникова об истории российского масонства[62]. Ток-сериал не был завершён, Мацих умер 8 марта 2012 в возрасте 57 лет. Было снято только 13 серий из 30 запланированных. По мотивам программ и воспоминаниям Алексей Лушников написал книгу «Масоны. Вымысел и реальность».
- «Невзоров», ток-встречи Александра Невзорова и Алексея Лушникова, 6 серий, 2012—2014[63]

### Телевизионные трансляции и телевизионные акции
- Арт-акция Алексея Лушникова «ПодДержим Президента!»[48] (2011);
- Музыкально-развлекательное шоу «Спросите у Доктора Щеглова. Устный выпуск»[64], специальный выпуск с летней террасы ресторана «Лесной» к 100 летию Доктора Щеглова, 2001 год;
- Презентация книги Алексея Лушникова «Масоны»[65]. Двухчасовая прямая трансляция встречи Алексея Лушникова с читателями из зала «Буквоеда» на Невском пр, город Санкт-Петербург, 26 декабря 2012;

## Награды и звания
- 1996 — призёр III фестиваля региональных телекомпаний «Вся Россия» в номинации «Ток-шоу» («Пионер», программа «Ревность»).
- 2000 — 5-е место в номинации продюсер года премии «Люди нашего города» (38279 голосов).
- 2000 — профессиональная премия музыкальных масс-медиа Санкт-Петербурга «Мастер-ключ». Лучший масс-медиа проект (ночное вещание ТВ-6 Москва в Санкт-Петербурге сезона 1999—2000 гг.).
- 2002 — гран-При и звание «Мастера искусств» в номинации «Телевизионное искусство» X Международного фестиваля искусств «Мастер-класс» (Санкт-Петербург).
- 2003 — медаль «В память 300-летия Санкт-Петербурга»[66]
- 2003 — «Царскосельская художественная премия»[67] (впервые в истории вручения «Царскосельской художественной премии» её лауреатом стал тележурналист)
- 2008 — почётная грамота Базовой организации государств-участников СНГ за исключительную роль и высокие результаты в организации общественного телевидения, высокие профессиональные нравственные качества журналиста, проявленные в ежедневном труде за защиту свободы слова, народовластия, социальной справедливости и нравственности жителей Санкт-Петербурга.
- 2008 — благодарность ФСКН России за существенный вклад в организацию работы, направленной на противодействие незаконному обороту наркотических средств и пропаганду здорового образа жизни.
- 2008 — независимая бизнес-премия «Шеф года-2008» в номинации «Шеф-публичность».
- 2008 — почётная грамота Союза журналистов России за большой вклад в развитие российской журналистики.
- 2008 — почётный диплом Законодательного Собрания Санкт-Петербурга за выдающийся вклад в развитие персонифицированной информационной базы Российской Федерации.
- 2009 — почётный гражданин муниципального образования «Округ Петровский».

## Факты
- Первая презентация «Национальной энциклопедии личностей РФ» проходила на Генеральной Ассамблее ООН в Нью-Йорке. Тираж энциклопедии — 450 000 экземпляров[68].
- Фрагменты эфира «Синих страниц» с Михаилом Горбачёвым были использованы в проекте Алексея Вишни «Полит. Техно»[69].
- А. Лушников два года заочно учился в Британской Королевской школе изящных искусств[70]. Год выпуска: 2009[источник не указан 3681 день]
- А. Лушников крестился в православной вере в 2005 году в Санкт-Петербурге. Его крестным отцом стал музыкант Юрий Шевчук[71].[источник не указан 3681 день]